# Estação White Flint
White Flint é uma estação da Linha Vermelha do Metro de Washington, situada no Condado de Montgomery, Maryland.
A estação está localizada , na Rockville Pike e Marinelli Road. Atende as areas residênciais e comerciais de North Bethesda e Rockville.
A Rockville entrou em operação em 25 de julho de 1984, como parte de uma extensão noroeste de quatro estações de 11 km da Linha Vermelha   entre as estações Grosvenor-Strathmore e Shady Grove. A estação White Flint era originalmente conhecida como Nicholson Lane.

## Facilidades
A estação conta com uma plataforma em forma de ilha, por onde passam duas linhas.
O estacionamento de veículos dispõe de 	982 vagas.
Estão disponíveis lugares para guarda de bicicletas.

## Arredores e pontos de interesse
| - Nuclear Regulatory Commission - Strathmore Court at White Flint - Montrose Parkway West |  | - White Flint Mall - Montgomery Aquatic Center - White Flint Driving Range |